# Placopecten magellanicus

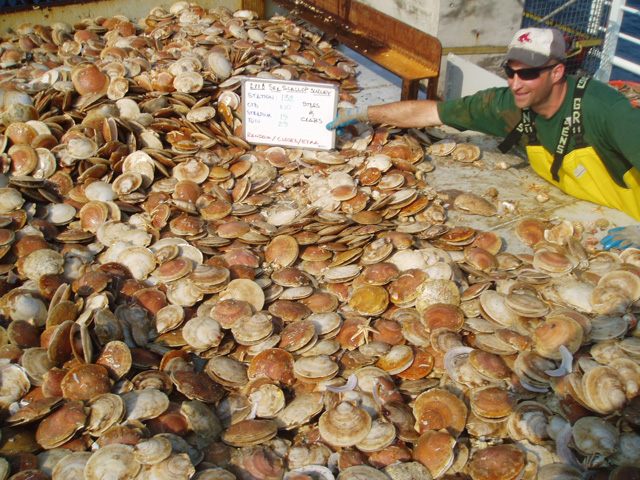
Đánh bắt sò điệp

Placopecten magellanicus, trước đây được liệt kê là Pecten tenuicostatus và Pecten grandis và từng được gọi là "sò khổng lồ", các tên thường gọi là sò điệp biển sâu Đại Tây Dương, sò điệp biển sâu, sò điệp biển Bắc Đại Tây Dương, sò biển châu Mỹ, sò điệp biển Đại Tây Dương, hay sò điệp biển, là một loài sò điệp thân mềm hai mảnh vỏ quan trọng về mặt thương mại có nguồn gốc từ tây bắc Đại Tây Dương.

## Mô tả

Bản đồ thần kinh

Vỏ có hình dạng cổ điển, với vỏ và các cạnh nhẵn, không giống như Pecten maximus (tên thường gọi là "sò điệp lớn" hoặc "sò điệp vua") có hình sáo và các cạnh hình sò; kích thước khoảng 80 mm, với những con có đường kính lên đến 170 mm. Vỏ thường có màu đỏ hồng, với các sọc chuyển sang màu sẫm hơn xuất hiện ở nhiều cá thể. Lớp cơ khép lớn, thường có đường kính 30–40 mm. Giống như tất cả các loài sò điệp khác, P. magellanicus có mắt cảm thụ ánh sáng dọc theo rìa của lớp vỏ màu hồng nhạt.

## Phân bố và môi trường sống
Placopecten magellanicus phân bố trên thềm lục địa phía tây bắc Đại Tây Dương từ bờ bắc của Vịnh Saint Lawrence về phía nam đến Mũi Hatteras, Bắc Carolina.
Sò điệp biển thường xuất hiện ở độ sâu từ 18–110 m, nhưng cũng có thể xuất hiện ở những vùng nước nông đến 2 m ở các cửa sông và bến thuyền dọc theo bờ biển Maine và ở Canada. Ở các khu vực phía Nam, sò điệp chủ yếu sinh sống ở độ sâu từ 45 đến 75 m, và ít phổ biến ở vùng nước nông hơn (25–45 m) do nhiệt độ cao. Mặc dù sò điệp biển không phổ biến ở độ sâu lớn hơn 110 m, nhưng một số quần thể vẫn xuất hiện ở độ sâu 384 m, và các quần thể ở nước sâu 170–180 m đã được báo cáo ở Vịnh Maine. Sò biển thường tụ tập thành từng đàn. Các đàn có thể rời rạc (có thể kéo dài trong vài năm) hoặc về cơ bản là vĩnh viễn (ví dụ: đàn thương mại tương thích cho ngành đánh bắt tại Georges Bank). Mức độ tập trung nhiều đàn sò cố định cao nhất dường như tương ứng với khu vực có nhiệt độ thích hợp, nguồn thức ăn dồi dào, chất nền và nơi các đặc điểm đại dương vật lý như đường mặt biển và vòng hải lưu có thể giữ cho giai đoạn ấu trùng ở gần quần thể sinh sản.
Sò điệp biển trưởng thành thường sống trên nền cát, sỏi, vỏ sò và đá. Các động vật không xương sống khác lớp vỏ gần tương tự bao gồm bọt biển, hydroid, hải quỳ, động vật hình rêu, giun nhiều tơ, trai, ốc mặt trăng, ốc xoắn, động vật giáp mềm, cua, tôm hùm càng, sao biển, hải sâm và động vật sống đuôi.

## Ngành thủy sản
Theo NOAA, ngành đánh bắt sò biển Đại Tây Dương khỏe mạnh và được thu hoạch ở mức bền vững. Nghề cá liên bang được NOAA Fisheries và Hội đồng Quản lý Nghề cá New England quản lý. Nghề đánh bắt sò điệp biển Đại Tây Dương của Hoa Kỳ là ngành đánh bắt sò điệp hoang dã lớn nhất trên thế giới. Năm 2008, 53,5 triệu pound (24,3 triệu kg) thịt sò biển trị giá 370 triệu USD được thu hoạch ở Hoa Kỳ, trong đó Massachusetts và New Jersey chiếm giữ phần lớn. Năm 2018, 58,2 triệu pound (26,4 triệu kg) thịt sò biển trị giá 532,9 triệu USD đã được thu hoạch ở Hoa Kỳ với Massachusetts chiếm phần lớn.
Giữa những năm 1960 và giữa những năm 1990, ngành đánh bắt sò điệp biển Đại Tây Dương của liên bang Hoa Kỳ sụt giảm đều đặn. Năm 1994, một bộ hướng dẫn quản lý mới đã được thực hiện bao gồm lệnh cấm cấp phép, hạn chế ngày đi biển, hạn chế về thiết bị và thuyền viên, và các khu vực đóng cửa cho đánh cá. Từ năm 1994 đến 2005, sinh khối của quần thể sò biển Hoa Kỳ đã tăng 18 lần ở Georges Bank và 8 lần ở khu vực Mid-Atlantic Bight.
Bang Maine có ngư nghiệp sò điệp ven bờ (trong vòng 3 dặm) mùa đông (tháng mười hai đến tháng tư) được quản lý bởi Sở Tài nguyên biển Maine. Sò điệp ở vùng biển ven bờ Maine được thu hoạch bằng máy kéo hoặc thợ lặn SCUBA ("lặn bắt"). Năm 2009, số lượng khai thác thấp khiến Cục Tài nguyên biển phải cắt ngắn mùa vụ và đề xuất một loạt biện pháp quản lý. Việc nhập cảnh vào ngành đánh bắt thủy sản trở nên hạn chế, mùa vụ giảm xuống còn 70 ngày và kích thước vòng tối thiểu tăng lên 4 inch (10,2 cm). Ngoài ra, 13 khu bảo tồn (~ 20% vùng biển Maine ven biển) đã được tạo ra cho ba mùa đánh bắt sau. Năm 2012, Cục Tài nguyên Biển đã đề xuất phát triển một hệ thống đóng cửa luân phiên cho nghề cá, dựa trên lịch trình 10 năm. Hệ thống đóng cửa luân phiên này chỉ được áp dụng trong khu vực Vùng 2 của ngư trường bang. Cả ba khu vực đều có các công cụ quản lý khác nhau bao gồm các khu vực tiếp cận hạn chế và các khu vực đóng cửa có mục tiêu theo mùa. Kể từ năm 2009, cả giá trị đô la và số lần đổ bộ đã tăng lên đối với ngành đánh bắt sò biển ở bang Maine.
Tổ chức Theo dõi Hải sản Monterey Bay Aquarium liệt kê sò biển là "Sự thay thế Tốt", xếp hạng tốt thứ hai. Tổ chức Hòa bình xanh (Greenpeace) đã đưa sò điệp biển Đại Tây Dương vào sổ đỏ, nói rằng nguồn sò đang bị đánh bắt quá mức và các phương pháp đánh bắt được sử dụng đang phá hủy san hô và bọt biển. Theo tổ chức Hòa bình xanh, việc đánh bắt sò điệp giết chết gần 1.000 con rùa biển mập mạp mỗi năm. Kể từ năm 2015, thảm xích và Máy nạo vét Tránh Rùa (TDDs) đã được thêm vào thiết bị ngoài khơi để giảm tỷ lệ rùa biển chết. Điều này đã làm giảm đáng kể số lượng rùa biển mắc vào các thiết bị khai thác.